# Deutsche Botschaft Seoul

Seoul Square Gebäude

Die Deutsche Botschaft Seoul ist die diplomatische Vertretung der Bundesrepublik Deutschland in der Republik Korea (Südkorea). Seit 2023 leitet Georg Schmidt als außerordentlicher und bevollmächtigter Botschafter die Vertretung.

## Lage und Gebäude
Die Kanzlei der Botschaft ist im Stadtbezirk Jung-gu im 8. Stockwerk des Seoul Squares, direkt gegenüber dem Hauptbahnhof, untergebracht. Die Straßenadresse lautet: Seoul Square 416, 8. Etage, Hangang-daero, Jung-gu, Seoul 04637, Yongsan-gu, Seoul 140-816.
Bis zum Jahr 2014 befand sich die Kanzlei im Stadtbezirk Yongsan-gu, Dongbinggo-dong, 308-5, wo nach Auszug der Deutschen Botschaft die Vertretung des Königreichs Marokko untergebracht wurde. Seit November 2016 steht vor dem Seoul Square ein von einer koreanischen Studentin der Seoul National University gestalteter Buddy Bär.
Die Residenz des Botschafters befindet sich im Stadtbezirk Seongbuk-gu.

## Auftrag und Gliederung
Die Deutsche Botschaft Seoul hat den Auftrag, die deutsch-südkoreanischen Beziehungen zu pflegen, die deutschen Interessen gegenüber der Regierung von Südkorea zu vertreten und die Bundesregierung über Entwicklungen in Südkorea zu unterrichten.
Die Botschaft gliedert sich in Referate für Politik, Wirtschaft, Kultur und Bildung sowie Wissenschaft, Forschung und Technologie. Es besteht ferner ein Militärattachéstab.
In Busan ist eine Honorarkonsulin der Bundesrepublik Deutschland bestellt und ansässig.

## Geschichte
Das Deutsche Reich unterhielt von 1884 bis zum Ausbruch des Ersten Weltkriegs 1914 ein Generalkonsulat in Seoul.
Die Beziehungen der Bundesrepublik Deutschland und der Republik Korea wurden nach dem Koreakrieg mit der Eröffnung eines Generalkonsulats am 8. Oktober 1956, das am 12. September 1957 in eine Gesandtschaft umgewandelt wurde, aufgenommen. Am 10. Oktober 1958 wurde die Gesandtschaft in eine Botschaft umgewandelt.